# وکلامارکت
وکلامارکت (به آلمانی: Vöcklamarkt) یک منطقهٔ مسکونی در اتریش است که در ناحیه وکلابروک واقع شده‌است. وکلامارکت ۲۷٫۳۵ کیلومتر مربع مساحت دارد ۴۸۸ متر بالاتر از سطح دریا واقع شده‌است.